# ルディー・ダーネンス
ルディー・ダーネンス（Rudy Dhaenens, 1961年4月10日 - 1998年4月6日）はベルギー・デンツェ生まれの自転車競技（ロードレース）選手。

## 来歴
1990年、宇都宮で開催された世界自転車選手権プロ・ロードレースで、当時PDMチームの同僚であり同じベルギーの選手ディルク・デヴォルフと最後2周をエスケープして、ジャンニ・ブーニョ、グレッグ・レモン、ショーン・ケリーらを退け逃げ切り優勝した。またこの優勝が評価されて、1990年のベルギー スポーツマンオブザイヤーを受賞している。1998年、交通事故により他界した。
ダーネンスが死去した翌1999年から、グランプリ・ルディ・ダーネンス(de:Grand Prix Rudy Dhaenens)というレース（UCIヨーロッパツアー）がベルギーのネフェールで開催されている。

## 主な成績
1986年
ツール・ド・フランス第11ステージ……ステージ優勝
パリ〜ルーベ……第2位
1987年
パリ〜ルーベ……第3位
1988年
ロンド・ファン・フラーンデレン……第8位
1990年
世界自転車選手権プロ・ロードレース……優勝
ロンド・ファン・フラーンデレン……第2位

### ツール・ド・フランス
- 1985年……総合101位
- 1986年……総合122位、ステージ1勝（第11ステージ）
- 1988年……総合87位
- 1990年……総合43位

## 1990年ベルギー代表のその後
1990年世界選手権で一緒に逃げ切って2位になったディルク・デヴォルフは2010年現在ベルギーのUCIプロチーム、オメガファルマ・ロットの助監督を務める。同じく1990年のベルギー代表チームの一員だったヨハン・ブリュイネールは後のランス・アームストロングのドーピングによる偽りの『ツール・ド・フランス7連覇』の際の監督だった。